# Montegaldella
Montegaldella is een gemeente in de Italiaanse provincie Vicenza (regio Veneto) en telt 1762 inwoners (31-12-2004). De oppervlakte bedraagt 13,6 km², de bevolkingsdichtheid is 130 inwoners per km².
De volgende frazioni maken deel uit van de gemeente: Ghizzole.

## Demografie
Montegaldella telt ongeveer 609 huishoudens. Het aantal inwoners steeg in de periode 1991-2001 met 10,7% volgens cijfers uit de tienjaarlijkse volkstellingen van ISTAT.
| Jaar | Inwoneraantal |
| ---- | ------------- |
| 1991 | 1555          |
| 2001 | 1721          |

## Geografie
Montegaldella grenst aan de volgende gemeenten: Castegnero, Cervarese Santa Croce (PD), Longare, Montegalda, Nanto, Rovolon (PD).